# Zeche Elephant
Die Zeche Elephant ist ein ehemaliges Steinkohlenbergwerk in Durchholz. Das Bergwerk war auch unter den Namen Zeche Elephante, Zeche Elephante in Werbecks Siepen, Zeche Elefant in Werbecksiepen und Zeche Elephante ins Osten am Knieppersbroche Gerichts Herbede bekannt.

## Bergwerksgeschichte
Ab dem Jahr 1756 war das Bergwerk bereits in Betrieb. Am 6. Juni des Jahres 1758 wurde das Grubenfeld in Augenschein genommen. Am 12. Februar 1765 wurde die Mutung für eine Fundgrube und 20 Maaßen eingelegt. Muter dieses Grubenfeldes war Henrich Rudolph Spennemann. Noch am selben Tag erfolgte die Verleihung des Grubenfeldes, anschließend Vortrieb eines Stollens. Der Stollen befand sich im Bereich der Straße „Hohe Egge“. 1770 erreicht der Stollenvortrieb das Flöz, jedoch erfolgte noch kein Abbau. Es war auch bisher noch keine Vermessung getätigt worden. Außerdem waren bisher noch keine Rezeßgelder gezahlt worden. Als Gewerken waren zu diesem Zeitpunkt Henrich Rudolph Spennemann, Jörgen Ströter, Armold Zumbusch und Diedrich Peter Niedergethmann in den Unterlagen des Bergamtes eingetragen.
Im Jahr 1800 wurde das Bergwerk in Betrieb genommen, das Stollenmundloch lag östlich des Pleßbachs im Hammertal. Am 9. März 1821 gab es eine erneute Verleihung eines Grubenfeldes. Bereits vor 1821 wurde das Bergwerk in Fristen erhalten. Im Jahr 1872 erfolgte die Wiederinbetriebnahme, dabei wurde der Stollen der stillgelegten Zeche Hammerthal zur Förderung genutzt. Im Juli 1876 erfolgte aufgrund von Geldmangel die erneute Stilllegung des Bergwerks. Am 22. April 1880 wurde der Betrieb noch einmal aufgenommen und am 26. Januar 1886 wurde die Zeche endgültig stillgelegt. Die Berechtsame wurde im Jahr 1905 zur Zeche Blankenburg zugeschlagen.

## Förderung und Belegschaft
Die ersten Belegschaftszahlen stammen aus dem Jahr 1872, damals waren sieben Bergleute auf dem Bergwerk beschäftigt. Die ersten Förderzahlen stammen aus dem Jahr 1847, es wurden 1902 Tonnen Steinkohle abgebaut. Die Belegschaftszahl schwankte 1847 zwischen 8 und 33 Bergleuten. Im Jahr 1881 wurden mit sechs Bergleuten 1253 Tonnen Steinkohle gefördert. Im Jahr 1883 sank die Förderung auf 540 Tonnen, die mit sechs Bergleuten erbracht wurden. Im Jahr 1886 wurden mit drei Bergleuten 67 Tonnen Steinkohlen gefördert. Dies sind die letzten bekannten Förder- und Belegschaftszahlen des Bergwerks.